# Calling Dr. Porky
Calling Dr. Porky est un cartoon, réalisé par Friz Freleng et sorti en 1940, qui met en scène Porky Pig.